# Psila bimaculata
Psila bimaculata är en tvåvingeart som beskrevs av Shatalkin 1983. Psila bimaculata ingår i släktet Psila och familjen rotflugor. Inga underarter finns listade i Catalogue of Life.